# 혼수 칵테일
혼수 칵테일(coma cocktail)은 혼수의 원인이 아직 알려지지 않았을 때, 혼수상태에 있는 사람에게 응급으로 투여되는 물질들의 조합이다.
일반적으로 덱스트로오스(1 Amp D50W IV), 플루마제닐 (0.2 mg IV), 날록손 (2 mg IV), 티아민 (100 mg IV)를 포함한다. 날록손과 플루마제닐은 덱스트로오스와 티아민보다 더 선택적으로 투여되도록 권장된다.
덱스트로오스는 정신상태 변화에 대한 독성학적인 원인을 치료하기 위해, 플루마제닐은 벤조디아제핀 중독의 치료를 위해, 날록손은 아편유사제나 클로니딘 독성을 치료하기 위해, 티아민은 에탄올-유발 베르니케 뇌병증을 위해 구성된 것이다. 
일부는 '혼수 칵테일'의 개념이 완전히 사라져야 한다고 주장하는데, 그 이유는 현대 응급환자이송서비스(EMS) 제공자들은 환자의 정신상태 변화의 가정적인 병인을 결정해야 하기 때문이다.
임상발표에서는 일부의 혼수 칵테일을 최소한도로 허용하거나, 칵테일 사용을 배제시켜야 한다고 제안한다. 이는 혈당측정기가 나타나고 널리 퍼짐으로써 포도당 투여의 기준이 더 상세히 규정되고, 포도당 사용이 엄격하게 관리되는 것과 비슷한 이치이다.

## 역사
혼수 칵테일은 집중치료가 생소하고, 유지하기 어려웠던 시대의 미국에서 무의식 환자의 일차선택 치료법으로서 개발되었다. 초기의 혼수 칵테일은  메틸잔틴, 파이소스티그민, 탄산암모늄("smelling salts"), 암페타민, 스트리크닌, 피크로톡신, 니케타미드, 캄퍼를 포함한다. 약물과 사정 기술이 발전됨에 따라, 이전의 약물은 상기 기재된 현재 혼수 칵테일로 대부분 대체되었다.

## 포도당
환자의 혈당이 의식상태를 변화시키거나 적어도 변화에 영향을 미칠 경우, 일반적으로 환자에게 고장성 덱스트로오스가 필요하다. 또 다른 적응증은 발작이다. 고장성 덱스트로오스는 저혈당을 치료하는 데에 효과적이며,  정신상태의 변화로 인해 고통받는 환자 12명 중 1명 꼴로 투약된다. 이 통계는 의사가 약을 규칙적으로 처방하는 것을 돕는 충분한 증거가 될 것이다. 덱스트로오스는 혼수 칵테일에서 논란이 되는 약물인데, 그 이유는 티아민이 부족한 환자에게서 나타나는 베르니케-코르사코프 증후군을 유발하기 때문이다.
특히 이러한 방법으로 손상을 입어 위험에 처한 환자들은 알코올 중독의 경향이 있나양실조인 경우다.

## 나록손
날록손은 아편제/아편유사제의 중독으로 인한 중추신경계와 호흡기능 저하를 효과적으로 치료한다. 날록손은 외상 환자의 적절한 환기를 도와 건강 전문가들은 이를 정맥으로 투여한다. 날록손은 그 효율성이 입증되었다; 실제로 609명 중 575명의 환자(주로 헤로인 중독)에서 의식상태와 호흡이 치료 5분 안에 호전된 것으로 나타났다. 날록손의 주요 부작용 환자의 과민반응과 아편제/아편유사제 효과를 악화시키는 물질로 인한 반응이다.
과민반응에 관해서는, 아마도 환자는 나중에 무기력감, 두통, 구토로 고통을 받게 된다. 헤로인 같은 아편제/아편유사제는 스코폴라민에 의해서 변질될 수 있고, 만약 발생하면 환자는 항콜린성 위기(anticholinergic crisis)에 마주하게 된다.

## 플루마제닐
플루마제닐은 이미다조벤조디아제핀(imidazobenzodiazepine)으로, 벤조디아제핀의 효과를 매개하거나 길항하도록 돕는다. 이것은 마취제나 집중치료에 사용될 수 있다. 플루마제닐은 벤조디아제핀 금단현상, 발작, 불안 등의 증상을 나타내는 경향이 있어 우려를 빚고 있다. 환자가 의도적으로 과용할 시, 벤조디아제핀은 다른 법적으로 허용되는 약물의 효과를 실질적으로 중재할 수 있고, 플루마제닐의 작용은 이것의 효과의 반대여서 실질적으로 위험할 수 있다. 이러한 이유로, 플루마제닐은 다른 부작용을 피하기 위해 벤조디아제핀을 섭취하는 상황에서 추천된다.

## 티아민
티아민은 베르니케 코르사코프 증후군, 에틸렌글리콜 섭취의 치료제로 효과적이다. 에틸렌글리콜에 있어 티아민은, 클리콜 대사체의 합성을 막는 것을 도와준다.
전반적으로, 티아민은 칵테일에서 주목할 만한 효과를 나타내는 것이 아니지만, 그럼에도 불구하고 환자에게는 중요할 수 있다. 만약 내과 의사가 덱스트로오스와 티아민을 동시에 투여할 경우,(혼수상태 환자에서 흔히 그러듯), 티아민은 가장 먼저 투약되어야 한다.